# Musée du chemin de fer d'Ambarawa
Le Musée du chemin de fer d'Ambarawa, en indonésien Museum Kereta Api Ambarawa, se trouve dans la ville d'Ambarawa, dans la province de Java central en Indonésie. 
Sur le site de l'ancienne gare de la ville, le musée abrite principalement une importante collection de locomotives à vapeur.

## Histoire
À l'époque coloniale des Indes orientales néerlandaises, Ambarawa est une place militaire importante. Le roi Guillaume Ier des Pays-Bas veut y faire construire une gare, afin de pouvoir acheminer des troupes vers Semarang, la principale ville du centre de Java (devenue depuis sa capitale provinciale). 
En 1873, la construction de la gare d'Ambarawa est achevée et la gare est reliée à Semarang et à Magelang  (ces deux lignes sont désaffectées). 
Le musée a ouvert ses portes le 6 octobre 1976 dans cette ancienne gare de la ville, d'où un chemin de fer à crémaillère va vers le village voisin de Bedono.

## Collections
Le musée abrite une collection de 21 locomotives.

Collection ce locomotives
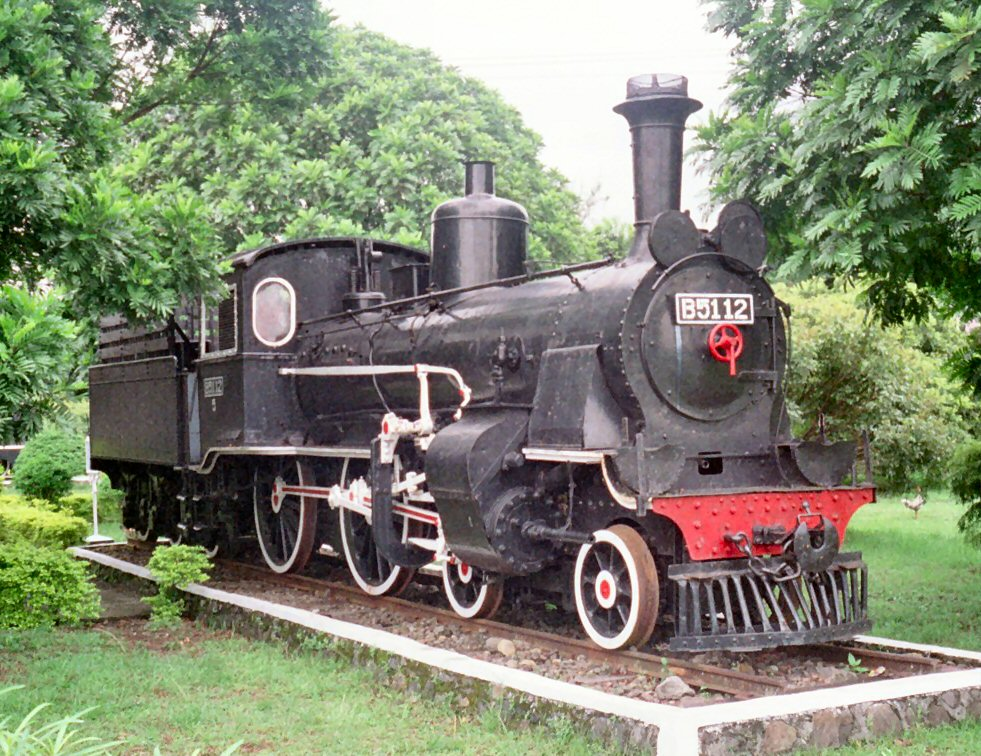
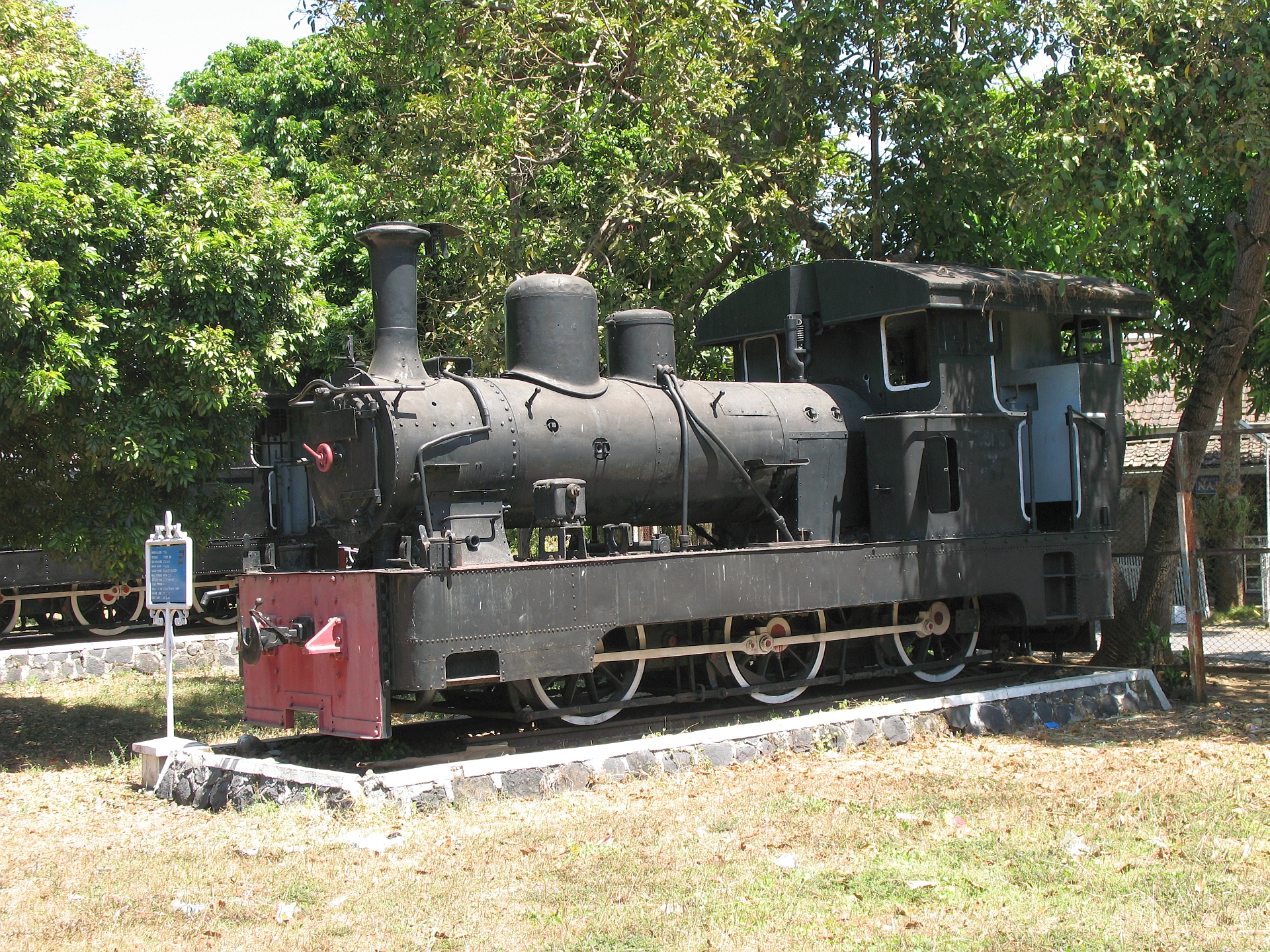
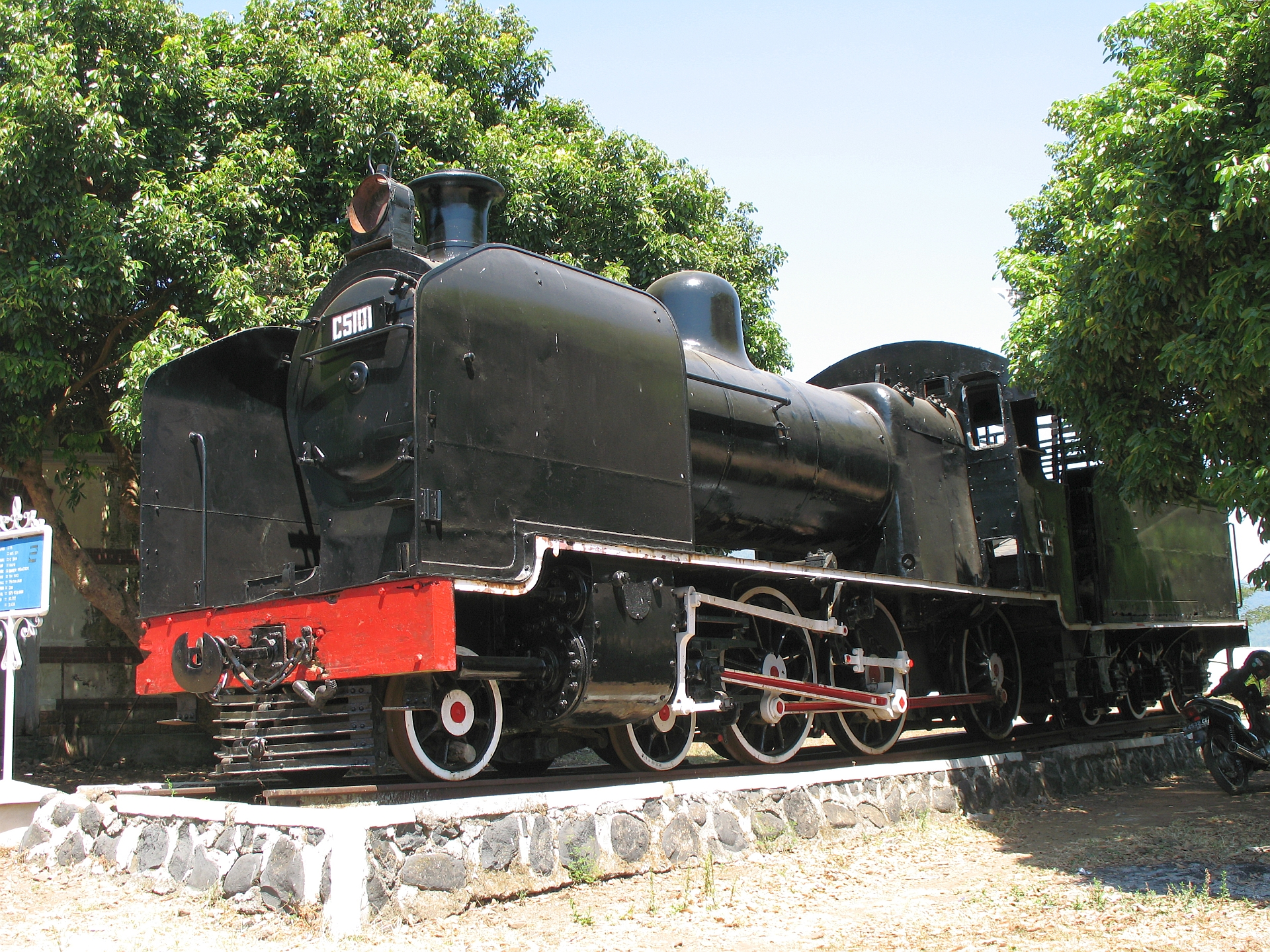

## Train touristique
Un train touristique relie Ambarawa à la gare de Tuntang.